# 典礼
典礼（てんれい）とは、定まった儀式・儀礼あるいはこれを司る役である。通常はキリスト教（カトリック教会）のそれを指すことが多いが、釈奠典礼とも呼称される儒教の祖孔子を祀る儀礼である釈奠なども一般に典礼と呼ばれる。
本項目ではカトリック教会における典礼、すなわち公的礼拝およびその様式について解説するが、媒体によってはカトリック教会に限定されない術語として「典礼」が用いられる場合もあるため、キリスト教の他教派のものについても部分的に解説する。

## 教派別の名称
「典礼」は、もともとはカトリック教会の用語で、ギリシャ語で「公共の事業」「公衆の名で、あるいは公衆のために行われる奉仕」を意味する「レイトゥルギア」（λειτουργία、中世以降リトルギア、英語ではliturgy; リタジー）の訳語である。神と人への奉仕であるキリストの教会の行為、またはそのための儀式一般を意味する一方で、儀礼の様式を指す概念としても用いられる術語である。キリスト教における公的礼拝の意味での典礼は、「公祈祷（こうきとう）」とも称する。
見かけ上似た用語として「礼典」があるが、これはプロテスタントにおいて、キリスト自身によって制定されたとされる洗礼と聖餐の2つを指す概念である。礼典は、カトリック教会における秘跡、正教会における機密に相当する。ラテン語（Sacramento）に由来する英語からの片仮名転写でサクラメントとも呼ばれる。
| 教派                                                                        | カトリック教会 | 聖公会 | プロテスタント | 正教会 |
| --------------------------------------------------------------------------- | -------------- | ------ | -------------- | ------ |
| 祈祷・儀礼の総称                                                            | 典礼           | 礼拝   | 礼拝           | 奉神礼 |
| 羅: サクラメント （羅: sacramentum） 希: ミスティリオン （古希: μυστήριον） | 秘跡           | 聖奠   | 礼典           | 機密   |

上の表における用語は教派ごとに大小の概念の違いを含んでおり、対応する語句同士が一対一対応して一致しているわけではない。

## 公的礼拝としての典礼
カトリック教会においては、個人的に行う奉仕は、たとえ儀礼化されたものであっても典礼ではない。これらを「私祈祷」と呼ぶ。たとえばロザリオの祈りは定型の祈りを用いるが、典礼とは言わない。この点、私祈祷も奉神礼に含める正教会とは、典礼: リタジー（英語: Liturgy）の概念理解が異なっている。
典礼は教会共同体の共同行為であり、したがって公的なものと考えられている。典礼についての規定は、各キリスト教教派ごとに異なる。典礼についての規定は、執行者、対象者、日時や場所、用いるべき聖書の箇所や聖歌等の規定、用いられる器具、言語などについての規定を含む。
主たる執行者として典礼を執り行うことを司式といい、執行者を司式者と呼ぶ。カトリック教会では（のみならず正教会・非カルケドン派も同様であるが）、典礼の司式者は基本的に司祭以上の聖職者である。秘跡を伴う典礼は必ず司祭以上の聖職者によって司式される。なお叙階のように、司祭より上の位階である司教によって司式されることを原則とする典礼も存在する。
正式な典礼においては、司式者のほか以下の参加者がみられる。
助祭
下位聖職者。司祭などと呼応しつつ典礼文を朗誦するほか、炉儀などを行い、司祭を補佐する。
朗読者
詩篇・使徒書簡などの、福音書以外の聖書を朗読する信者（福音書朗読は、カトリック教会においては司祭の担当）。
侍祭
聖具を運ぶなど、補助的な役割をする信者。
聖歌指揮者
聖歌隊を指揮する。司祭らとともにその日に歌われる聖歌の具体的な選択に参加することも多い。
聖歌隊
必須ではない。信者全員が参加して歌うことを促す場合も多い。その場合は、聖歌隊はいわばリードシンガー的役割を果たすことになる。
もっとも代表的な典礼は聖餐（聖体拝領・領聖）を伴う典礼、すなわちカトリック教会ではミサ（正教会での聖体礼儀、聖公会での聖餐式に相当）である。ほかに各種の秘跡（正教会での機密、聖公会での聖奠、プロテスタントの礼典に相当）を伴う祈祷・儀式も典礼である。また、カトリックでは、秘跡ではない結婚式や葬儀も典礼に含まれる。典礼の中には、聖務日課や時課のように、時間帯を決めて行われるものもある。
司祭が行うことのできる典礼を司教ら上位聖職者が行う場合、着座式などのような特別の典礼が付加されることがある。
洗礼のように個人を対象にするものであっても、司式者と洗礼対象者、また他の参列者が共に祈祷を行い、教会共同体の働きが実現される公的なものであると考えられている。
1年の間に行うべき典礼を定めたものを「典礼暦」（カトリック以外の教派では「教会暦」）と呼ぶ。復活祭やクリスマスなどの祭日はこれによって規定される。
多くの教会では、信者に定期的に典礼に参加することを奨励している。一定回数以上の参加を教会法上の義務として規定する教派もある。典礼への参加は、共同体の結束に寄与するだけではなく、個人の信仰を強める意義があると考えられ得る。

## 様式の意味での典礼
様式としての典礼にはいくつかの種類があり、大きくは西方様式と東方様式に分類される。西方教会ではラテン典礼（ローマ典礼）、東方教会ではビザンチン典礼が広く行われ、多くの他の典礼に影響を与えた（ただし日本正教会では「ビザンチン典礼」とは言わずに「ビザンティン奉神礼」等と呼ぶことが多い）。
典礼のうち聖体の変化（聖変化）を伴うものを、カトリック教会ではミサあるいは聖体祭儀等と呼ぶ。
カトリック教会では、かつては地方ごとにさまざまな典礼様式が発達したが、トリエント公会議で様式の統一が行われ、幾つかの例外（アンブロジウスに帰せられるミラノ典礼やスペインのモサラベ典礼など）を除いて禁止された。このときに制定されたミサ様式をトリエント・ミサと呼ぶ。この様式は20世紀の第2バチカン公会議までほとんど変更なく守られていた。ただしローマ教皇の権威を認める東方典礼カトリック教会が行う聖体の変化を伴う典礼（聖金口イオアン聖体礼儀等）の形式・形態については、トリエント・ミサへの統一は行われずに今日に至っている。
プロテスタントには厳格な典礼様式規定をもたないところが多いが、西方教会地域またはその影響下に興った信仰運動であるため、ローマ典礼におけるミサ等の構造を受け継ぐ場合が多い。

## 典礼と言語
典礼で用いる言語や聖書の版などは、それぞれの教会で規定する。教派が大きな枠組みを決めるが、細部は個々の教会の自由に任せられる。カトリック教会等では信者が参加した典礼委員会を組織し、細部を定める。
典礼様式の見直しを大規模に行うことを「典礼改革」という。使用言語、個別の祈祷の取捨選択や整理、聖歌の様式の選択、信者の参加の仕方など、さまざまな要素がからみあう問題であり、多くは数十年のスパンで展開される。
歴史的に、典礼においてもっとも大きな問題のひとつは、言語の問題である。西方教会では古くからラテン語を用いるよう定められ、使用言語を広げることへの抵抗が大きく、キュリロス（827年 - 869年）らのスラヴ語訳聖書に対しても当初大きな反対がオーストリアの司教らからおこった。一方、伝統的に東方教会は現地語化に向かう傾向があり、聖書の言語であるギリシア語をはじめ、パレスチナで1世紀頃使われていたアラム語と同じ言語であるとされるシリア語、エジプトの言語であるコプト語、アルメニア語、グルジア語、スラヴ語などさまざまな言語が用いられてきた。ただし古代教会スラヴ語やコプト語のように当時は常用された言語があるいは古語となり、あるいは系統の違う他の言語が常用されるようになり、典礼に使用する言語を変更する可能性が議論される場合も出てきている。
西方教会でも宗教改革以降、プロテスタント諸教派は典礼の現地語化をすすめていった。これに対しカトリック教会では、その後もミサの中の説教や聖書朗読を除いてラテン語を用いてきたが、1960年代の第2バチカン公会議でこれを改め、典礼における現地語の使用を積極的にすすめる方針が採用された。ただし、カトリック教会の信徒の一部には、ラテン語典礼への強い志向を持つ者もおり（聖ピオ十世会を興したマルセル・ルフェーブル大司教などのように一時的にローマ・カトリック教会から離れたものもある）、彼らの中にはミサをラテン語のみに戻すべきだという意見を持つものもある。